# Луковський Іван Олександрович
Іва́н Олекса́ндрович Луко́вський (24 вересня 1935, с. Косяківка, Таращанського району, Київської області — 15 травня 2024, м. Київ) — український математик та механік, засновник всесвітньо відомої школи з нелінійних коливань рідини в резервуарах, академік НАН України, доктор фізико-математичних наук, професор.

## Життєпис
Народився 24 вересня 1935-го року в селі Косяківка Таращанського району Київської області. Іван Олександрович стрімко почав свою наукову кар'єру, протягом перших десяти років роботи захистивши кандидатську (1963 р.) та докторську (1969 р.) дисертації, а в 1976 р. очолив відділ динаміки та стійкості багатовимірних систем Інституту математики АН України. Саме в ці роки він заснував унікальну на теренах колишнього Радянського Союзу наукову школу аналітичних методів у нелінійних задачах про рух обмеженого об'єму рідини в баках. Ці методи було застосовано при розв'язуванні тривимірних задач динаміки ракет з рідинним паливом, що за відсутності на той час відповідної обчислювальної техніки було архіактуальною практичною проблемою.
Найбільшу популярність аналітичні методи І. О. Луковського отримали протягом останніх п'ятнадцяти років, коли виявилося, що вони залишаються більш ніж конкурентоздатними відносно існуючих пакетів програм, які використовують сучасну обчислювальну техніку. Саме в ці роки у світову літературу увійшли такі поняття, як модальна система Майлза—Луковського та формули Луковського для гідродинамічних сил та моментів.
Багатогранний талант та енциклопедичні знання вченого дозволили йому отримувати наукові результати в багатьох галузях теоретичної механіки, математичної фізики, диференціальних рівнянь, обчислювальної математики та теорії керування. Зокрема, ним було створено математичну базу для аналітичних методів дослідження та побудови чисельно-аналітичних розв'язків нелінійних задач з вільною межею гіперболічного типу, узагальнено варіаційний формалізм Бейтмена—Люка, запропоновано унікальні високоточні методи розв'язування низки базових гідродинамічних крайових задач, створено теорію спектральних крайових задач з параметром у крайових умовах тощо.
Займаючись в останні десять років узагальненням так званого методу неконформних трансформацій Луковського, який було вперше запропоновано ним у 1975 р. для задачі про коливання рідини в баках складної геометрії, зумів сформулювати загальні принципи раціонального вибору неортогональних криволінійних координат та запропонувати формули перетворення тривимірних несиметричних областей в області більш простої геометричної конфігурації. На цій основі нелінійні крайові задачі динаміки обмеженого об'єму рідини переформульовано у спеціальному тензорному вигляді та запропоновано відповідні варіаційні методи їх розв'язування.
Разом зі своїм учнем, академіком НАН України О. М. Тимохою, І. О. Луковський започаткував перспективний науковий напрямок — нелінійну динаміку обмеженого об'єму рідини з вільною поверхнею в умовах вібраційних та акустичних полів. Перші роботи в цьому напрямку майже на десять років випередили відповідні дослідження в закордонних наукових центрах. Було сформульовано нові типи крайових задач із вільними межами та пов'язані з цими задачами варіаційні постановки, побудовано наближені чисельно-аналітичні методи їх розв'язування. Вперше теоретично описано деякі фізичні феномени, які пов'язуються зі стійкістю вільної поверхні рідини у вібраційних полях, з втратою суцільності поверхні розділу рідина-газ у земних умовах та на борту космічної станції, з транспортуванням рідини в невагомості за допомогою сил акустичної природи. Зокрема, теоретично встановлено та обґрунтовано феномени перекиду та провалу рідини, які раніше були зафіксовані в експериментах, але багато років не знаходили свого теоретичного пояснення.
Під керівництвом І. О. Луковського у відділі динаміки та стійкості багатовимірних систем розроблено:
- методи побудови наближених розв'язків крайових задач гідропружності, які дозволяють визначати динамічні характеристики рідини в рухомих порожнинах із конструктивними пристроями у вигляді пружних ребер-перегородок та витискаючих діафрагм із високоеластичних матеріалів (В. А. Троценко);
- варіаційні методи, розроблені І. О. Луковським, узагальнено для задач динаміки твердих тіл з рідиною в умовах, близьких до невагомості (М. Я. Барняк);
- доведено існування та єдиність розв'язків задач Діріхле і Неймана для загального самоспряженого рівняння другого порядку з виродженням на межі; побудовано аналог спектральної теорії для загальної задачі трансмісії (О. Н. Комаренко);
- розвинуто та алгоритмізовано методи функцій Ляпунова і функціоналів Ляпунова—Красовського в задачах стійкості руху динамічних систем із запізненням та стохастичними збуреннями (Д. Г. Коренівський);
- узагальнено рівняння Ляпунова, методи лінійних матричних нерівностей та принцип порівняння в теорії стійкості динамічних систем, розроблено конструктивні методи робастної стабілізації та оптимізації нелінійних систем керування (О. Г. Мазко).

Невід'ємною частиною наукових здобутків академіка І. О. Луковського є ті, що пов'язуються із розвитком вітчизняного ракетобудування. Численні контакти з конструкторськими бюро, які очолювали академіки М. К. Янгель, В. Г. Сергєєв та інші видатні конструтори, і цілеспрямований характер досліджень ученого в галузі механіки та математичної фізики дали змогу побудувати для вивчення проблем динаміки ракет ефективні математичні моделі у вигляді систем звичайних диференціальних рівнянь, що враховують взаємодію корпусу ракети з рідинним паливом. Створений на цій основі в Інституті математики НАН України атлас гідродинамічних коефіцієнтів рівнянь збуреного руху механічних систем (ракет, танкерів, транспортних літаків тощо), які містять значні маси рідини, широко застосовується в інженерній практиці провідних проектно-конструкторских організацій.
Багато часу І. О. Луковський присвячує науково-організаційній роботі.
З 1976 по 2015 рр. — завідувач відділу динаміки та стійкості багатовимірних систем Інституту математики НАН України.
З 1983 по 2015 рр. він був заступником академіка-секретаря Відділення математики НАН Укрвїни, в 1969—1988 рр. працював заступником директора з наукової роботи Інституту математики НАН України.
І. О. Луковський є членом Національного комітету України з теоретичної і прикладної механіки, Комітету з Державних премій України у галузі науки і техніки, ряду спеціалізованих учених рад із захисту кандидатських та докторских дисертацій, редколегії «Українського математичного журналу» та низки інших наукових часописів.
Серед учнів Івана Олександровича 7 докторів і 22 кандидати наук.
Результати фундаментальних досліджень І. О. Луковського з математичної фізики, теоретичної механіки та механіки твердих і деформівних тіл з порожнинами, частково заповненими рідиною, покладено в основу найважливіших досягнень вітчизняної науки і систематизовано в 11 монографіях.
1. Луковский И. А., Троценко В. А., Фещенко С. Ф. Расчет динамических характеристик жидкости в подвижных полостях. — К.: Ин-т математики АН УССР, 1968.
2. Фещенко С. Ф., Луковский И. А., Рабинович Б. И., Докучаев Л. В. Методы определения присоединенных масс жидкости в подвижных полостях. — К.: Наук. думка, 1969.
3. Луковский И. А. Нелинейные колебания жидкости в сосудах сложной геометрической формы. — К.: Наук. думка, 1975.
4. Нариманов Г. С., Докучаев Л. В., Луковский И. А. Нелинейная динамика летательного аппарата с жидкостью. — М.: Машиностроение, 1977.
5. Луковский И. А., Барняк М. Я., Комаренко А. Н. Приближенные методы решения задач динамики ограниченного объема жидкости. — К.: Наук. думка, 1984.
6. Луковский И. А., Троценко В. А., Усюкин А. Н. Взаимодействие тонкостенных упругих элементов с жидкостью в подвижных полостях. — К.: Наук. думка, 1989.
7. Луковский И. А. Введение в нелинейную динамику твердого тела с полостями, содержащими жидкость. — К.: Наук. думка., 1990.
8. Луковский И. А., Тимоха А. Н. Вариационные методы в нелинейных задачах динамики ограниченного объема жидкости. — К., Ін-т математики НАН України, 1995.
9. Gavrilyuk I.P., Lukovsky I.A., Makarov V.L., Timokha A.N. Evolutional problems of the contained fluid. — К.: Ін-т математики НАН України, 2006.
10. Луковский И. А. Математические модели нелинейной динамики твердых тел с жидкостью. — К.: Наук. думка, 2010.
11. Lukovsky I.A. Nonlinear dynamics. Mathematical models for rigid bodies with a liquid. — De Gruyter, 2015.
У творчому доробку вченого понад 250 наукових статей, багато з яких було надруковано у престижних журналах як результат міжнародної співпраці з ученими провідних наукових центрів Європи.
Він був керівником декількох міжнародних проектів, зокрема очолював українську групу тринадцятирічного проекту Німецького дослідницького товариства.
Наукові досягнення І. О. Луковського відзначено:
- Державною премією УРСР у галузі науки і техніки,
- преміями НАН України ім. М. К. Янгеля, М. М. Крилова, М. М. Боголюбова, М. О. Лаврентьєва,
- орденом «За заслуги» III ступеня,
- медаллю «За трудову доблесть»,
- Почесною Грамотою Президії Верховної Ради УРСР.